# Grattan Stadium
Le Grattan Stadium est un stade de rugby anglais de 28 000 places. Il est le stade officiel de l'équipe de rugby à XIII des Bradford Bulls et YorStox Stock Cars. Ce club évolue au sein du championnat européen de rugby à XIII : la Super League.

## Histoire
Le stade se situe dans la ville d'Odsal (en) à proximité de Bradford dans le comté du Yorkshire de l'Ouest en Angleterre.
L'ancien nom du stade, plus connu sous cette appellation, est l' Odsal Stadium. Le nom du stade a changé le 20 juin 2006.
C'est un immense cratère recouvert de tribunes et gradins, le stade ayant été installé initialement dans une ancienne mine à ciel ouvert.
Il est célèbre pour avoir accueilli la plus grande foule pour un match de rugby en Angleterre,  en 1954 lors de la Finale de la Challenge Cup de rugby à XIII (à rejouer après un match nul à Wembley entre Warrington et Halifax) : 102 569 spectateurs payants (chiffre minimum, d'autres étant entrés sans billet... la légende  parle de 120 000 spectateurs).